# قانون سارنوف
ينص قانون سارنوف على أن قيمة أي شبكة بث إذاعي تتناسب طرديًا مع عدد المشاهدين. ويرجع اسم هذا القانون إلى دافيد سارنوف.
على سبيل المثال: شبكة بها 100 عضو تساوي 10 مرات قدر شبكة بها 10 أعضاء.